# Diagram Hovmöllera

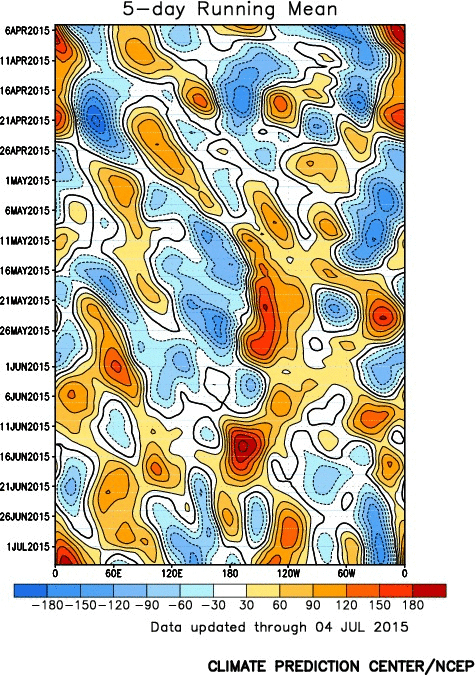
Przykładowy diagram Hovmöllera.

Diagram Hovmöllera – rysunek stałej wartości (kontury) pewnej wielkości meteorologicznej jako funkcja czasu i pozycji geograficznej (pewnego zakresu szerokości lub długości geograficznej).
Wykres został zaproponowany w 1949 roku przez Ernest Aabo Hovmöllera (1912-2008), meteorologa duńskiego z Nyköbing-Mors, który wyemigrował do Szwecji i pracował w szwedzkim biurze pogody.